# Роден (Баварія)
Роден (нім. Roden) — громада в Німеччині, знаходиться в землі Баварія. Підпорядковується адміністративному округу Нижня Франконія. Входить до складу району Майн-Шпессарт. Складова частина об'єднання громад Марктгайденфельд.
Площа — 20,05 км2. Населення становить 1001 ос. (станом на 31 грудня 2020).